# Buchanania siamensis
Buchanania siamensis có tên tiếng Việt: Chây xiêm hay Mà ca là một loài thực vật có hoa trong họ Đào lộn hột. Loài này được Miq. mô tả khoa học đầu tiên năm 1869.